# 狐甲鱼属
狐甲鱼属（学名：Foxaspis）是都匀鱼科的一属。本属以发现的九尾狐甲鱼（Foxaspis novemura）命名，九尾狐源于山海经中的九尾狐，拉丁文novem指的是九，-ura的意思为尾巴。九尾狐甲鱼有九个指状分叉，故名。

## 下属物种
本属包括以下物种：
- 九尾狐甲鱼 Foxaspis novemura [1][2]